# Єгоров Віталій Михайлович
Єгоров Віталій Михайлович (нар.. 20 грудня 1968, Корсунь-Шевченківський, Черкаська область, Українська РСР, СРСР) — російський та український актор театру і кіно, заслужений артист Російської Федерації (2001). Став відомим у 2005 році після ролі дизайнера одягу Мілко Вукановіча у телесеріалі «Не народися вродливою».

## Життєпис
Віталій Михайлович Єгоров народився 20 грудня 1968 року в місті Корсунь-Шевченківський Черкаської області.
У дитинстві навчався в музичній школі по класу баяна. На лялькове відділення театрального училища вступив до 15 років в Дніпропетровську. Працював в Одеському українському музично-драматичному театрі імені В. Василька. Після служби в лавах Радянської Армії Віталій Єгоров вступив до школи-студії МХАТ на курс Олега Табакова, яку закінчив у 1994 році.
Олег Табаков так говорить про Єгорова:
|  | «Він з Черкащини, з незалежної України. За своїм зовнішнім даними він схожий на італійського жиголо, і на єврейського хлопчика Мотла, і на циганчонка з табору. Його акторський діапазон дуже широкий. Серед всіх героїв і "фарб" нашого підвалу, Віталій - найніжніша фарба. Він дуже ранимий, він сумнівається в успіху, якого явно досяг. Мене радує його здатність обрізати хвости своїх успіхів. Він вміє починати з чистого аркуша. На роботу він накидається пристрасно. І тому я вірю в нього. До нього прийшли ролі. Великі. Я чекаю від нього нових звершень». |

У трупі Театру-студії під керівництвом Олега Табакова він працює з 1993 року.
У 1997 році Віталій Єгоров отримав театральну премію каналу ТБ-6 «Чайка» в номінації «Прорив» за роль Художника у виставі Андрія Житінкіна «Старий квартал» за п'єсою Теннессі Вільямса.
Актор одружений, виховує двох доньок Анну та Марію.

## Визнання і нагороди
- Заслужений артист Росії (2001).

## Творчість

### Ролі в театрі

#### МХТ імені А.П.Чехова
- Антігона — Гемон

#### Міжнародний Чеховський Фестиваль
- Три сестри — Кулигін

#### Московський театр-студія під керівництвом Олега Табакова
- «Біг» — Голубков
- «Воскресіння. Супер» — Нехлюдов
- «Ідіот» — Мишкін
- «На всякого мудреця досить простоти» — Городулін
- «На дні» — Барон
- «Батьки і діти» — Микола Петрович Кірсанов
- «Під небом блакитним» — Роберт
- «Пристрасті за Бумбарашем» — Льовка
- «Сублімація кохання» — П'єтро Дегані
- «Одруження» — Подкольосін

Архівні вистави:
- «Аркадія» — Валентайн Каверлі
- «Білоксі-Блюз» (рання редакція) — Джеймс Ханнессі
- «Зоряна година за місцевим часом» — 1-й кореш
- «Ідеальний чоловік» — Роберт Чілтерн
- «Звичайна історія» — Граф Новинський
- «Небезпечні зв'язки» — Віконт де Вальмон
- «Пісочна людина» — Натан
- «Остання жертва» — Дульчін (введення на гастролях)
- «Провінційні анекдоти» — Потапов, Хомутов
- «Прощайте і рукоплещите!» (роль: Карло Гольдоні
- «Псих» — Валерка
- «Скрипка і трошки нервово» — Старший
- «Смертельний номер» — Білий
- «Старий квартал» — Художник

### Радіопостановки
- «Одного разу в історії». Листи. Документи. Свідоцтва": Микола Ердман та Ангеліна Степанова (голос: Микола Ердман)

### Фільмографія
1. 2002 — Антикілер — епізод
2. 2002 — Пристрасті за Бумбарашем (телеспектакль) — Льовка
3. 2003 — Сищики 2 (серіал) Серія «Спека» — Дмитро Пиченегін
4. 2004 — МУР є МУР — Алька Спиридонов, журналіст
5. 2004 — Московська сага — Сандро Певзнер, художник
6. 2005 — Бумер. Фільм другий — продажний кум
7. 2005 — Ешелон — Юхим Нечипуренко
8. 2005 — МУР є МУР 3 — Алька Спиридонов, журналіст
9. 2005—2006 — Не народися вродливою — дизайнер одягу Мілко Вукановіч
10. 2006 — Многоточие — скульптор
11. 2006 — Будинок-фантом у придане — Женя Чесноков, письменник
12. 2006 — Повертається чоловік з відрядження — Герберт Вайс
13. 2006 — Натурниця — Едвард Мунк
14. 2006 — Все можливо — Олександр Малевич, керівник компанії
15. 2007 — Чужі таємниці — Олег Ткачов, журналіст
16. 2007 — Право на щастя — продюсер, адміністратор «Ринку»
17. 2007 — Тримай мене міцніше — Шурик, головний лікар санаторію
18. 2008 — Як знайти ідеал — Павло, епізод
19. 2008 — Мережива — Ярослав, директор музею
20. 2008 — Не відрікаються люблячи — Вікторов, психолог
21. 2008 — Шалений янгол — батько Дитини
22. 2009 — Циганки — Менахем, він же Мойша Гайгер, скрипаль
23. 2009 — Дихай зі мною — Ігор, професор математики
24. 2010 — Нічна зміна — режисер
25. 2011 — Господиня моєї долі (серіал, 2011) — Сергій, чоловік Марини, батько Саші, звукорежисер
26. 2012 — Про нього — Олексій, монах, батько Муськи
27. 2012 — Джамайка — Харетонов, диригент
28. 2012 — Дихай зі мною 2 — Ігор, професор математики
29. 2014 — Панове-товариші — Іван Карлович Штерн, лікар
30. 2016 — Кухня — Олексій Смолін
31. 2016 — Рродичі, що втекли — Жан
32. 2018 — Нова людина — Роман, власник мережі аптек